# Verein intergeschlechtlicher Menschen Österreich
Der Verein intergeschlechtlicher Menschen Österreich, abgekürzt VIMÖ, ist ein 2014 gegründeter Verein in Österreich, mit dem Ziel, die Lebensqualität intergeschlechtlicher Menschen in Österreich zu verbessern.

## Internationale Anbindung
Der Verein ist Mitglied der Plattform Intersex Österreich und der International Lesbian, Gay, Bisexual, Trans and Intersex Association Europe, kurz ILGA Europe.
Der Verein VIMÖ ist gleichzeitig auch die Organisation Intersex International Austria (OII Austria) als Teil der OII Europe, die wiederum Teil der Organisation Intersex International (OII) ist.

## Beratung
Seit 2019 betreibt der Verein die Beratungsstelle für Variationen der Geschlechtsmerkmale, abgekürzt VAR.GES.

## Politische Forderungen
Primäres Anliegen ist der Stopp der nicht-einvernehmlichen kosmetischen und sterilisierenden Operationen und anderen medizinisch nicht notwendigen Interventionen an intergeschlechtlichen Menschen.
Weitere politische Forderungen sind unter anderem:
- uneingeschränkte Bürger- und Menschenrechte für zwischengeschlechtliche Menschen
- höchstmögliche Information für Betroffene
- höchstmögliche Gesundheit für Betroffene
- Anpassungen des Personenstands-, Namens-, Adoptions- und Eherechts
- Unterstützung von Selbsthilfe und Forschung
- Entschädigung der Opfer geschlechtsverändernder Interventionen[3]